# Xenochlorodes graminaria
Xenochlorodes graminaria là một loài bướm đêm trong họ Geometridae.